# Tramelan
Tramelan (hist. Tramlingen) – gmina (niem. Einwohnergemeinde) w północno-zachodniej Szwajcarii, w kantonie Berno, w regionie administracyjnym Berner Jura, w okręgu Berner Jura. 31 grudnia 2020 roku liczyła 4607 mieszkańców. 

## Demografia
Według danych z 2000 r. 86,3% mieszkańców gminy była francuskojęzyczna, 8,2% niemieckojęzyczna, a 2,4% włoskojęzyczna. Na dzień 31 grudnia 2020 obcokrajowcy stanowili 16,9% ogółu mieszkańców.

## Transport
Przez teren gminy przebiega droga główna nr 248.